# Morielje
Morielje (Morchella, synoniem: Mitrophora) of morille is een geslacht van schimmels uit de familie Morchellaceae. Het zijn sponsachtige zakjeszwammen met een hoed en een holle steel. De hoed heeft raatvormige lijsten, de zo gevormde holtes zijn bekleed met hymenium. De vrij algemeen voorkomende soorten gewone morielje, kapjesmorielje en kegelmorielje kunnen in Nederland en Vlaanderen in april en mei worden gevonden. De zwammen komen voor in loofbossen, parken en tuinen op kalkhoudende mineraalrijke bodems. Ook op oude brandplekken worden ze gezien. 
Rauwe morieljes zijn giftig en pas na verhitten eetbaar. Verwarring is mogelijk met de potentieel dodelijk giftige voorjaarskluifzwam (Gyromitra esculenta). Morillesaus draagt de naam van de morielje. De zwam wordt dan verwerkt in een paddenstoelensaus die voornamelijk  wordt geserveerd bij wildgerechten.

## Soorten
Volgens Index Fungorum telt het geslacht 102 soorten (peildatum februari 2023):
| Soortnaam                                  | Auteur(s)                                                      | Publicatiejaar |
| ------------------------------------------ | -------------------------------------------------------------- | -------------- |
| Morchella acerina                          | Clowez & C. Boulanger                                          | 2012           |
| Morchella americana (Oevermorielje)        | Clowez & Matherly                                              | 2012           |
| Morchella anatolica                        | Işıloğlu, Spooner, Allı & Solak                                | 2010           |
| Morchella andalusiae                       | Clowez & L. Romero                                             | 2012           |
| Morchella andinensis                       | A. Machuca, M. Gerding & D. Chávez                             | 2021           |
| Morchella angusticeps                      | Peck                                                           | 1887           |
| Morchella anteridiformis                   | R. Heim                                                        | 1966           |
| Morchella anthracina                       | Clowez & Vanhille                                              | 2012           |
| Morchella anthracophila                    | Clowez & D. Winkl.                                             | 2012           |
| Morchella apicata                          | Smotl.                                                         | 1921           |
| Morchella arbutiphila                      | Loizides, Bellanger & P.-A. Moreau                             | 2016           |
| Morchella australiana                      | T.F. Elliott, Bougher, O'Donnell & Trappe                      | 2014           |
| Morchella aysenina                         | A. Machuca, M. Gerding & D. Chávez                             | 2021           |
| Morchella bicostata                        | Ji Y. Chen & P.G. Liu                                          | 2005           |
| Morchella brunnea                          | M. Kuo                                                         | 2012           |
| Morchella brunneorosea                     | Clowez & Ant. Rodr.                                            | 2012           |
| Morchella californica                      | Clowez & Viess                                                 | 2012           |
| Morchella carbonaria                       | Clowez & Chesnaux                                              | 2012           |
| Morchella castaneae                        | L. Romero & Clowez                                             | 2012           |
| Morchella claviformis                      | Clowez                                                         | 2012           |
| Morchella clivicola                        | X.H. Du                                                        | 2019           |
| Morchella confusa                          | X.H. Du                                                        | 2019           |
| Morchella conifericola                     | Taşkın, Büyükalaca & H.H. Doğan                                | 2016           |
| Morchella costata                          | Pers.                                                          | 1801           |
| Morchella crassipes                        | (Vent.) Pers.                                                  | 1801           |
| Morchella cryptica                         | M. Kuo & J.D. Moore                                            | 2012           |
| Morchella deliciosa                        | Fr.                                                            | 1822           |
| Morchella deqinensis                       | Shu H. Li, Y.C. Zhao, H.M. Chai & M.H. Zhong                   | 2006           |
| Morchella diminutiva                       | M. Kuo, Dewsbury, Moncalvo & S.L. Stephenson                   | 2013           |
| Morchella disparilis                       | Loizides & P.-A. Moreau                                        | 2016           |
| Morchella dunensis (Duinmorielje)          | Castañera, J.L. Alonso & G. Moreno                             | 1997           |
| Morchella elata (Kegelmorielje)            | Fr.                                                            | 1822           |
| Morchella eohespera                        | Beug, Voitk & O'Donnell                                        | 2016           |
| Morchella esculenta (Gewone morielje)      | (L.) Pers.                                                     | 1794           |
| Morchella esculentoides                    | M. Kuo, Dewsbury, Moncalvo & S.L. Stephenson                   | 2012           |
| Morchella eximia                           | Boud.                                                          | 1910           |
| Morchella exuberans                        | Clowez, Hugh Sm. & S. Sm.                                      | 2012           |
| Morchella fallax                           | Clowez & Luc Martin                                            | 2012           |
| Morchella fekeensis                        | H.H. Doğan, Taşkın & Büyükalaca                                | 2016           |
| Morchella fluvialis                        | Clowez, P. Alvarado, M. Becerra, Bilbao & P.-A. Moreau         | 2014           |
| Morchella galilaea                         | Masaphy & Clowez                                               | 2012           |
| Morchella gigas                            | (Batsch) Pers.                                                 | 1801           |
| Morchella gracilis                         | T.J. Baroni, Iturr. & Laessoe                                  | 2018           |
| Morchella guatemalensis                    | Guzmán, M.F. Torres & Logem.                                   | 1985           |
| Morchella herediana                        | L.D. Gómez                                                     | 1971           |
| Morchella hetieri                          | Boud.                                                          | 1903           |
| Morchella hispaniolensis                   | S.A. Cantrell, Lodge, T.J. Baroni & O'Donnell                  | 2018           |
| Morchella hortensis                        | Boud.                                                          | 1897           |
| Morchella hungarica                        | Bánhegyi                                                       | 1941           |
| Morchella iberica                          | Marcos Martínez, Sanjaume & Clowez                             | 2020           |
| Morchella importuna                        | M. Kuo, O'Donnell & T.J. Volk                                  | 2012           |
| Morchella kaibabensis                      | Beug, T.A. Clem. & T.J. Baroni                                 | 2018           |
| Morchella kakiicolor                       | (Clowez & L. Romero) Clowez, L. Romero, P. Alvarado & Loizides | 2015           |
| Morchella laurentiana                      | Voitk, Burzynski & O'Donnell                                   | 2016           |
| Morchella lepida                           | Clowez & Franç. Petit                                          | 2012           |
| Morchella magnispora                       | Büyükalaca, H.H. Doğan & Taşkın                                | 2016           |
| Morchella mediterraneensis                 | Taşkın, Büyükalaca & H.H. Doğan                                | 2016           |
| Morchella meiliensis                       | Y.C. Zhao, Shu H. Li, H.M. Chai & M.H. Zhong                   | 2006           |
| Morchella miyabeana                        | S. Imai                                                        | 1932           |
| Morchella neuwirthii                       | Velen.                                                         | 1922           |
| Morchella ochraceoviridis                  | Clowez                                                         | 2012           |
| Morchella odonnellii                       | X.H. Du & D.M. Wu                                              | 2019           |
| Morchella ovalis                           | (Wallr.) Boud.                                                 | 1897           |
| Morchella oweri                            | X.H. Du                                                        | 2019           |
| Morchella pakistanica                      | Jabeen & Khalid                                                | 2016           |
| Morchella palazonii                        | Clowez & L. Romero                                             | 2015           |
| Morchella patagonica                       | Speg.                                                          | 1909           |
| Morchella patula                           | Pers.                                                          | 1801           |
| Morchella peruviana                        | Holgado, Aguilar, Quispe & T.J. Baroni                         | 2018           |
| Morchella populina                         | Clowez & Lebeuf                                                | 2012           |
| Morchella populiphila                      | M. Kuo, M.C. Carter & J.D. Moore                               | 2012           |
| Morchella pragensis                        | Smotl.                                                         | 1952           |
| Morchella prava                            | Dewsbury, Moncalvo, J.D. Moore & M. Kuo                        | 2012           |
| Morchella procera                          | Clowez & Matherly                                              | 2012           |
| Morchella pseudovulgaris                   | Clowez & Franç. Petit                                          | 2012           |
| Morchella pulchella                        | Clowez & Franç. Petit                                          | 2012           |
| Morchella punctipes                        | Peck                                                           | 1903           |
| Morchella purpurascens                     | (Krombh. ex Boud.) Jacquet.                                    | 1984           |
| Morchella rielana                          | Boud.                                                          | 1907           |
| Morchella rigidoides                       | R. Heim                                                        | 1966           |
| Morchella robiniae                         | Clowez                                                         | 2012           |
| Morchella rufobrunnea                      | Guzmán & F. Tapia                                              | 1998           |
| Morchella sceptriformis                    | Clowez & Matherly                                              | 2012           |
| Morchella semilibera (Kapjesmorielje)      | DC.                                                            | 1805           |
| Morchella septentrionalis                  | M. Kuo, J.D. Moore & Zordani                                   | 2012           |
| Morchella septimelata                      | M. Kuo                                                         | 2012           |
| Morchella sextelata                        | M. Kuo                                                         | 2012           |
| Morchella smithiana                        | Cooke                                                          | 1878           |
| Morchella snyderi                          | M. Kuo & Methven                                               | 2012           |
| Morchella steppicola                       | Zerova                                                         | 1941           |
| Morchella sulcata                          | Velen.                                                         | 1925           |
| Morchella tasmanica                        | Ramsb.                                                         | 1920           |
| Morchella tatari                           | Velen.                                                         | 1925           |
| Morchella tibetica                         | M. Zang                                                        | 1987           |
| Morchella tomentosa                        | M. Kuo                                                         | 2008           |
| Morchella tridentina                       | Bres.                                                          | 1898           |
| Morchella ulmaria                          | Clowez                                                         | 2012           |
| Morchella vaporaria (Tuinmorielje)         | Brond.                                                         | 1830           |
| Morchella varisiensis                      | Ruini                                                          | 2000           |
| Morchella virginiana                       | O'Donnell & S.A. Rehner                                        | 2012           |
| Morchella vulgaris (Hersenkronkelmorielje) | (Pers.) Gray                                                   | 1821           |
| Morchella yangii                           | X.H. Du                                                        | 2019           |
| Morchella yishuica                         | X.H. Du                                                        | 2019           |

## Afbeeldingen

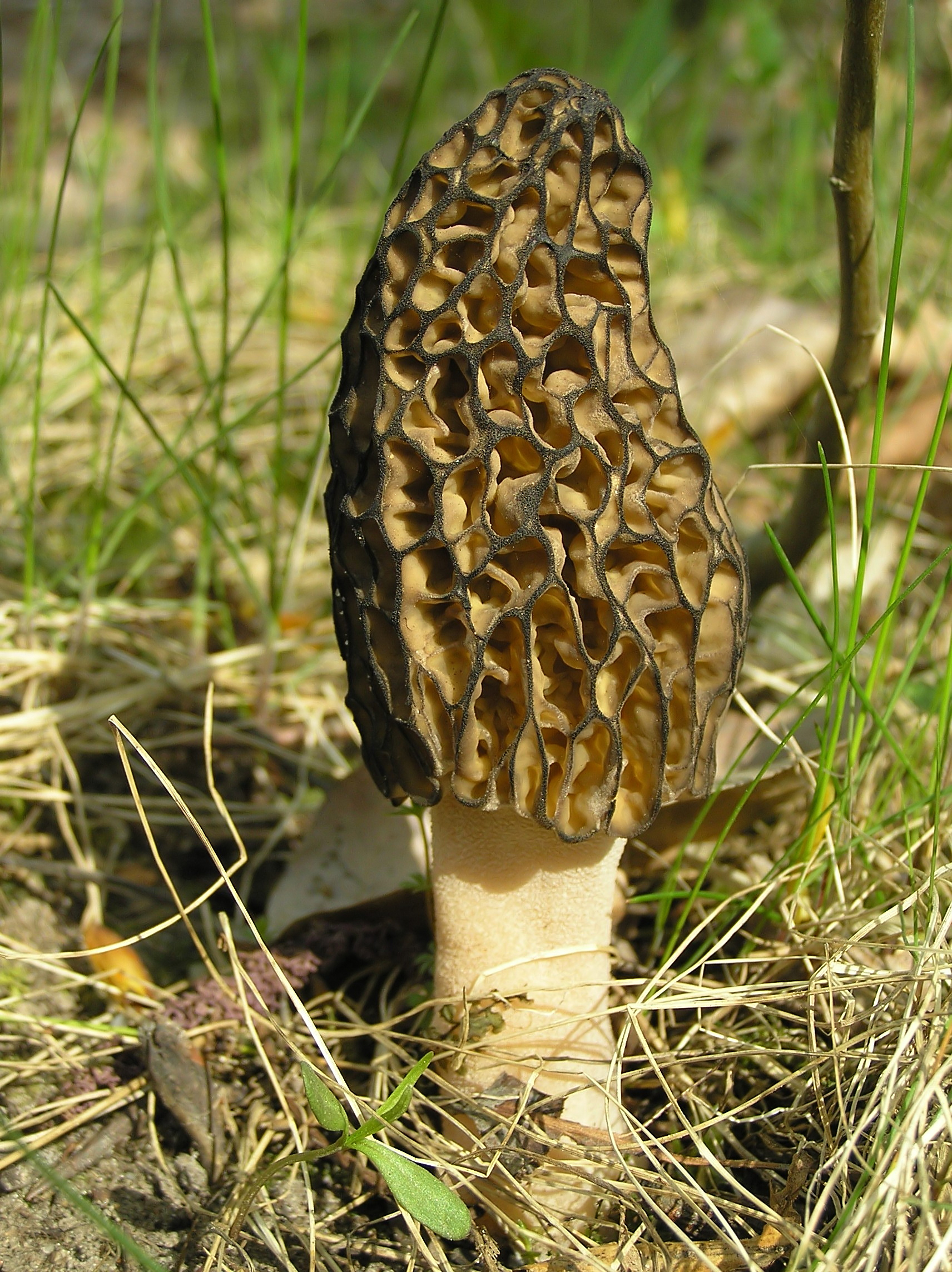
Kegelmorielje in het Poolse Woud van Białowieża

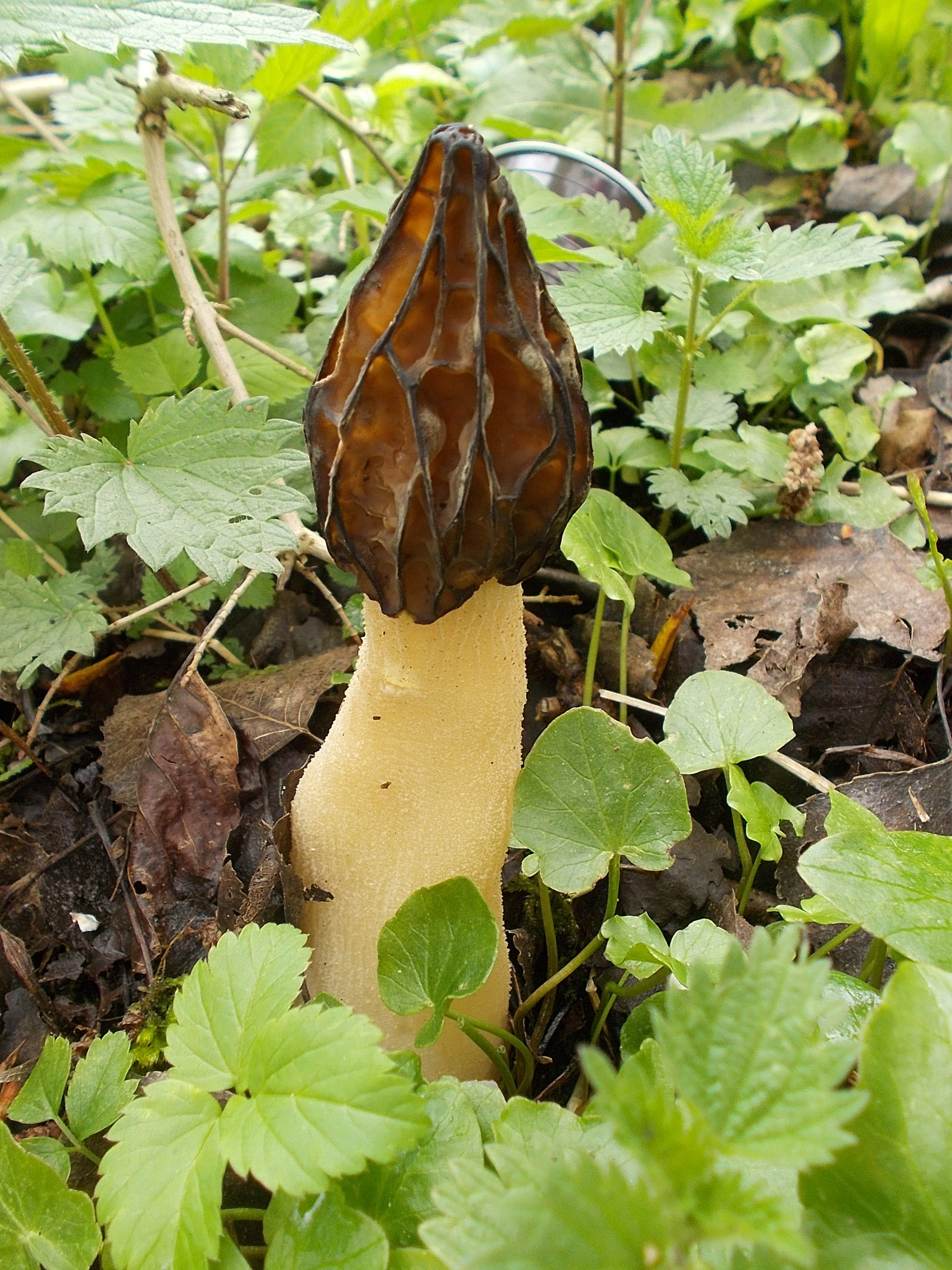
Kapjesmorielje bij de Douwelerkolk te Deventer